# Bão Soulik (2018)
Bão Soulik là cơn bão thứ 20 của vùng tây bắc Thái Bình Dương năm 2018. Bão tuy có sức gió không quá lớn nhưng cơn bão ấy là 1 trong những cơn bão có đường kính mắt bão lớn nhất (140 km).

## Lịch sử khí tượng
Một khu vực áp suất thấp ở ngoài khơi Philippines đã hình thành một áp thấp nhiệt đới vào cuối ngày 15 tháng 8. JTWC lúc 00:00 UTC ngày 16 tháng 8 chỉ định với tên là 22W. Sau đó, JMA nâng cấp 22W lên cơn bão nhiệt đới và nó được đặt tên quốc tế là Soulik. Vào ngày 17 tháng 8, JMA nâng cấp Soulik lên một cơn bão, đánh dấu cơn bão thứ sáu. Sau đó, Soulik nhanh chóng tiếp năng lượng trở thành một cơn bão lớn vào ngày hôm sau, Soulik đạt tới cường độ cực đại, với vận tốc gió 165 km/h và duy trì cường độ đó trong vài ngày. Sau khi vượt qua quần đảo Ryukyu vào đầu ngày 22 tháng 8, cơn bão dần dần suy yếu do nhiệt độ mặt biển thấp. Vào ngày 23 tháng 8, Soulik đổ bộ vào huyện Haenam, tỉnh Jeolla Nam của Hàn Quốc vào khoảng 23:00 KST (14:00 UTC).

## Những thiệt hại
Thiệt hại ở Jeju khoảng 25.22 tỷ (4.64 triệu USD). Thiệt hại kinh tế ở Đông Bắc Trung Quốc được tính là 550 triệu Nhân dân tệ (79,9 triệu USD). Lũ lụt ở Bắc Triều Tiên bởi Soulik cướp đi sinh mạng của 86 người.